# Frank M. Warren, Sr.
Frank Manley Warren Sr. (10 de maio de 1848 – 15 de abril de 1912) foi um proeminente empresário americano do Oregon que fez sua fortuna na indústria de salmão enlatado. A comunidade de Warrendale no Oregon, local de uma de suas fábricas, foi batizada em sua homenagem. Ele morreu no naufrágio do Titanic.

## Titanic
Frank e Anna Warren embarcaram no Titanic em Cherbourg e estavam viajando na primeira classe. O casal retornava de uma viagem de três meses na Europa em celebração ao 40º aniversário de casamento e eram os únicos passageiros da primeira classe originários do Oregon no navio. Anna Warren sobreviveu ao naufrágio do Titanic em 15 de abril de 1912, após Frank Warren ajudar a colocá-la no bote salva-vidas e permanecer no convés. Se o corpo de Frank Warren foi recuperado do local, nunca foi identificado. Um relato da experiência de Anna foi impresso no jornal Morning Oregonian em 27 de abril de 1912.